# Crapet de roche
Ambloplites rupestris
Espèce
Statut de conservation UICN

 LC  : Préoccupation mineure
Le Crapet de roche (Ambloplites rupestris) est une espèce de poissons de la famille des Centrarchidés.

## Description
C'est un poisson de forme apparentée à celle des autres crapets comme la perche soleil et les achigans. Mais sa robe est moins colorée. Ses yeux sont rougeâtres, ce qui permet de bien le distinguer de l'achigan à grande bouche, mais peut le faire confondre auprès des novices avec l'achigan à petite bouche, commun dans son aire d'origine dans les mêmes habitats et également introduit en Europe localement. Sa forme est cependant bien plus plate et plus haute avec une tête et une bouche plus petites et ses yeux sont plus gros et plus hauts, il est plus proche de la perche soleil. La longueur maximale est d'environ 40 cm, mais il mesure généralement bien moins, de 15 à 25 cm. Il pèse rarement plus d'1 kg.

## Répartition
Il est originaire d'une large partie du centre-est de l'Amérique du Nord : principalement à l'ouest des Appalaches dans les cours d'eau du bassin hydrographique des Grands Lacs et du fleuve Saint-Laurent, et quelques cours d'eau de la côte Est du Canada et du nord-est des États-Unis. Il est aussi présent dans une partie nord-est du bassin du Mississippi. Il est introduit ailleurs.
Introduit en Europe dans les années 1900, il est présent localement en France et en Angleterre. En France on le trouve dans la Saône et surtout dans la Loire, entre Roanne et Gien, ainsi que dans l'Arroux aval. Dans ces cours d'eau, cette espèce dont l'introduction est désormais ancienne n'est pas réputée envahissante à l'heure actuelle, et on n'a pas relevé d'impact important sur les autres espèces là où elle est présente, mais aucune étude spécifique n'a eu lieu.

## Habitat
Le crapet de roche vit dans les cours d'eau à courant moyen ou lent et les lacs qui disposent de zones rocheuses dans le lit ou sur les bordures, ou un fond composé de cailloux ou gravier. En outre il apprécie aussi la présence de végétation aquatique pour se cacher. Il a une préférence pour les eaux claires et oxygénées, qui peuvent être chaudes ou froides. De tous les crapets il est celui qui affectionne le plus les habitats rupestres aquatiques, les anfractuosités rocheuses. On peut ainsi le rencontrer le long des piles des ponts et dans les enrochements des berges ou des digues des lacs ou des rivières aménagées par l'homme, ou encore dans les ports d'eau douce. Les parois naturellement rocheuses de certains lacs réservoirs lui conviennent également. De ce fait, c'est souvent un poisson vivant près des berges. Il reste souvent caché par la roche et/ou la végétation. Il vit fréquemment en groupe et peut cohabiter avec d'autres espèces de crapets.

## Alimentation
Le crapet de roche se nourrit principalement d'insectes aquatiques et de petits poissons, qu'il saisit lors de fulgurantes attaques. Dans son aire d'origine il est en compétition alimentaire partielle avec l'achigan à petite bouche qui est généralement présent dans les mêmes eaux.

## Utilisation par l'homme
En Amérique du Nord le crapet de roche, appelé rock bass, est une espèce abondante et très appréciée des pécheurs de loisir, qui l'ont introduit un peu partout et ont étendu son aire de distribution. Il est aussi considéré comme un très bon poisson pour sa chair, qui ressemble à celle des autres crapets et achigans. Ce sont ces raisons qui avaient motivé son introduction en Europe, comme pour les achigans.